# Miguel Serveto
Miguel Serveto (även Michel Servet, Michael Servetus), född 29 september 1511 i Villanueva de Sijena i provinsen Huesca i Spanien som Miquel Serveto Conesa, alias Revés, död 27 oktober 1553 i Genève, Schweiz, var en spansk (aragonisk) läkare, fysiker och teolog, som utvecklade den antitrinitariska teologin i sina verk Trinitatis Erroribus (1531), Dialogorum de Trinitate Libri Duo (1532) och Christianismi Restitutio (1553).

## Biografi
Serveto, som var en mångsidig vetenskapsman, beskrev bland annat lungkretsloppet i en av sina skrifter. Han var därmed förmodligen den första europé som ifrågasatte Galenos syn på blodomloppet. Serveto studerade juridik vid universitetet i Toulouse och medicin vid universiteten i Paris och Montpellier.
Omkring år 1545 började Serveto en korrespondens med den franske protestantiske reformatorn Jean Calvin. Serveto anslöt sig till arianismens förnekande av Treenighetsläran, och fängslades för detta av inkvisitionen. Han lyckades rymma till Genève, där han dock greps, dömdes för heresi och blasfemi mot kristendomen och brändes på bål på order av stadens styrande protestanter.

## Utmärkelser
Asteroiden 9629 Servet är uppkallad efter honom.